# 山本教夫
山本 教夫（やまもとのりお、1937年 - ）は、日本の造園系技術官僚。

## 来歴
北海道大学農学部を卒業し、建設省に技官採用される。在官当時は国営沖縄記念公園調整官などを歴任した。
公園管理運営の専門家として、それに関する複数の論文を執筆している。
日本公園施設業協会専務理事も務めた。
2011年に第33回日本公園緑地協会北村賞を受賞した。